# 魏瑪德國國家劇院和國立樂團
魏瑪德國國家劇院和國立樂團（德語：Deutsches Nationaltheater und Staatskapelle Weimar）是位於德國城市魏瑪的一座劇院和音樂演出場所，也是魏瑪最重要的文化設施之一。

## 外部連結
- 官方网站（德文）（英文）

50°58′46″N 11°19′29″E / 50.97944°N 11.32472°E